# Jean-Philippe Tremblay (musicien)
Pour les articles homonymes, voir Tremblay et Jean-Philippe Tremblay (homonymie).
Jean-Philippe Tremblay, né en 1978 à Chicoutimi au Québec, est un altiste et chef d'orchestre québécois.

## Biographie
Jean-Philippe Tremblay est né à Chicoutimi, une ville pourvue d'un orchestre, d'une saison régulière de concerts et d'un Conservatoire de musique. Jean Philippe y a fait ses classes. Inscrit au secondaire au programme sport-études, il a complété à Chicoutimi un double DEC en économie et musique avant de partir pour Montréal. Il commença également l'étude de l'alto avec le chef d'orchestre suisse Charles Dutoit. Il joua dans l’orchestre du Saguenay–Lac-Saint-Jean dès l’âge de quatorze ans.
À 17 ans, il participe aux camps d'été de la célèbre École Pierre Monteux dans l'État du Maine. Il est ensuite accepté comme stagiaire au non moins prestigieux camp de Tanglewood et d'assister le chef d'orchestre André Previn ainsi que d'étudier la musique sous la baguette de Seiji Ozawa. Cette année-là, 400 jeunes musiciens du monde entier ont soumis leur candidature. Une quinzaine ont été invités à Boston pour une deuxième audition. Trois d'entre eux ont été choisis dont Jean-Philippe Tremblay. En parallèle, il a auditionné à New York pour être accepté au Royal Academy of Music de Londres. Il a été choisi et a remporté une bourse couvrant les droits de scolarité. À Londres, il a renoué avec son confrère Charles Dutoit.
Jean-Philippe Tremblay dirige une cinquantaine de concerts par année dont plus de la moitié sur la scène internationale. Il a été chef d'orchestre invité de plusieurs grands orchestres d’Europe, notamment de l’Orchestre National de France qu'il dirigea en 2008, pour le Carnaval romain d'Hector Berlioz, l’Orchestre de la Radio Flamande,  l’Orchestre symphonique de la radio de Prague, le London Philharmonic Orchestra, le Philharmonia Orchestra de Londres, le Rotterdam Philharmonic, l’Orchestre de la radio de Dresde, l’Orchestre National d’Andorre et l’Orchestre national d’Espagne. En Amérique du Nord, il a dirigé l'Orchestre symphonique de Montréal, l'orchestre symphonique de Québec, celui de Winnipeg, de Washington, du Tanglewood Music Center, du Philharmonic Orchestra of the Americas et de l’Orchestre du Centre national des arts à Ottawa, où il a été l’assistant de Pinchas Zukerman de 2001 à 2003.
Jean-Philippe Tremblay est le cofondateur et directeur musical de l’Orchestre de la Francophonie (fondé sous le nom de OFC) depuis sa fondation en 2001. L’Orchestre de la Francophonie a assuré le succès de plus de 200 concerts, tant au Canada, qu’aux États-Unis, en Europe et même jusqu'en Chine.